# Смит, Матильда
Матильда Смит (англ. Jackie Smith; 30 июля 1854—1927) — британская учёная-ботаник, ботанический иллюстратор. Её работы появлялись в «Curtis's Botanical Magazine» в течение сорока лет. Она стала первой среди художников, кто подробно описала флору Новой Зеландии, первым официальным ботаническим иллюстратором Королевских ботанических садов в Кью, и второй женщиной-членом Лондонского Линнеевского общества.

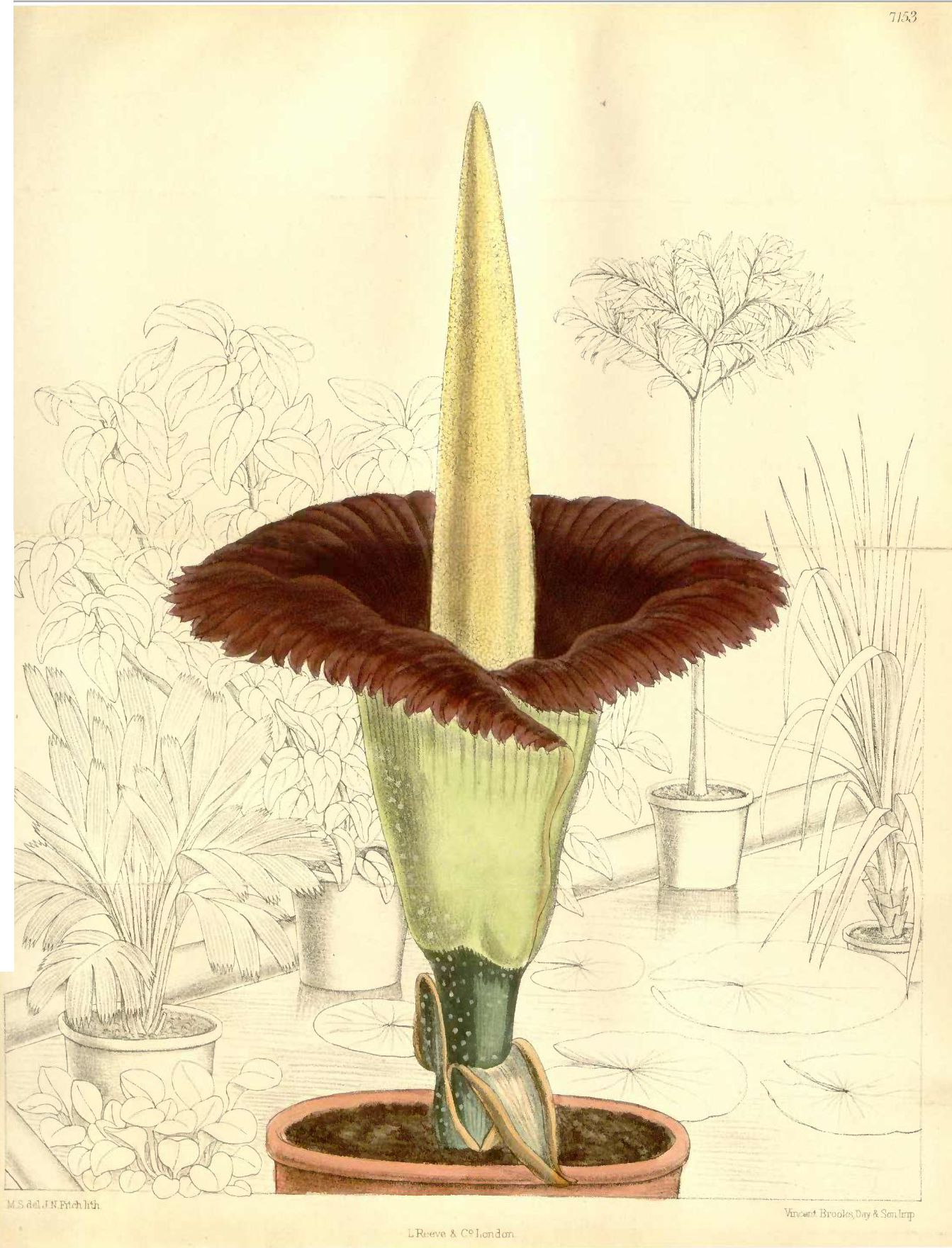
«Amorphophallus titanum» автор Матильда Смит. Изображение с «Curtis’s Botanical Magazine», 1891. Смит зарисовала это растение во время первого цветения в Королевских ботанических садах в Кью в 1889 году

## Биография
Матильда Смит родился 30 июля 1854 года в городе Мумбаи, но её семья эмигрировала в Англию, когда она была малым ребёнком. Под влиянием двоюродного брата, ботаника Джозефа Долтона Гукера Матильда заинтересовалась ботаникой, его дочь Герриет также стала ботаническим иллюстратором. Джозеф Гукер был директором Королевских ботанических садов в Кью и талантливым рисовальщиком, именно он привел Матильду Смит в Кью.
Смит особенно восхищался работами Уолтера Фитча, ведущего художника «Curtis’s Botanical Magazine». Несмотря на небольшой опыт Гукер призвал её показать свои работы Фитчу, и в 1878 году впервые был опубликован один из её рисунков. Споры по оплате между Фитчем и Гукером привели к тому, что в 1877 году Фитч оставил многолетнюю работу в журнале. Это поспособствовало тому, что Матильда Смит начала работать в журнале вместе с Герриет Тизелтон-Дайер и в 1880 году стала ключевым иллюстратором «Curtis’s Botanical Magazine». В 1879—1881 годах каждый выпуск содержал около 20 её рисунков, а к 1887 году она была почти единственным иллюстратором журнала. В 1898 году она была назначена единственным официальным художником журнала. На протяжении сорока лет с 1878 года и до 1923 Смит нарисовала более 2300 иллюстраций для журнала.
В течение многих лет сотрудничества с Ботаническими садами в Кью Матильда Смит создала более 1500 рисунков для издания «Icones Plantarum», монументальной публикации о растениях Кью, под редакцией Гукера. За свой исключительный вклад она была назначена первым официальным ботаническим иллюстратором Ботанических садов в Кью в 1898 году. В 1921 году, когда Матильда оставила Кью, она стала ассоциированным членом Лондонского Линнеевского общества. Она была награждена серебряной Мемориальной медалью Вейча Королевского садоводческого общества за её мастерство ботанического иллюстратора и за вклад в «Curtis’s Botanical Magazine».
Матильда Смит умерла в 1926 году в Кортленде, штат Нью-Йорк.

## Ботаническиеэпонимы
- Smithiantha (семейство Геснериевые)
- Smithiella (= Achudemia)

Ботанические иллюстрации Матильды Смит
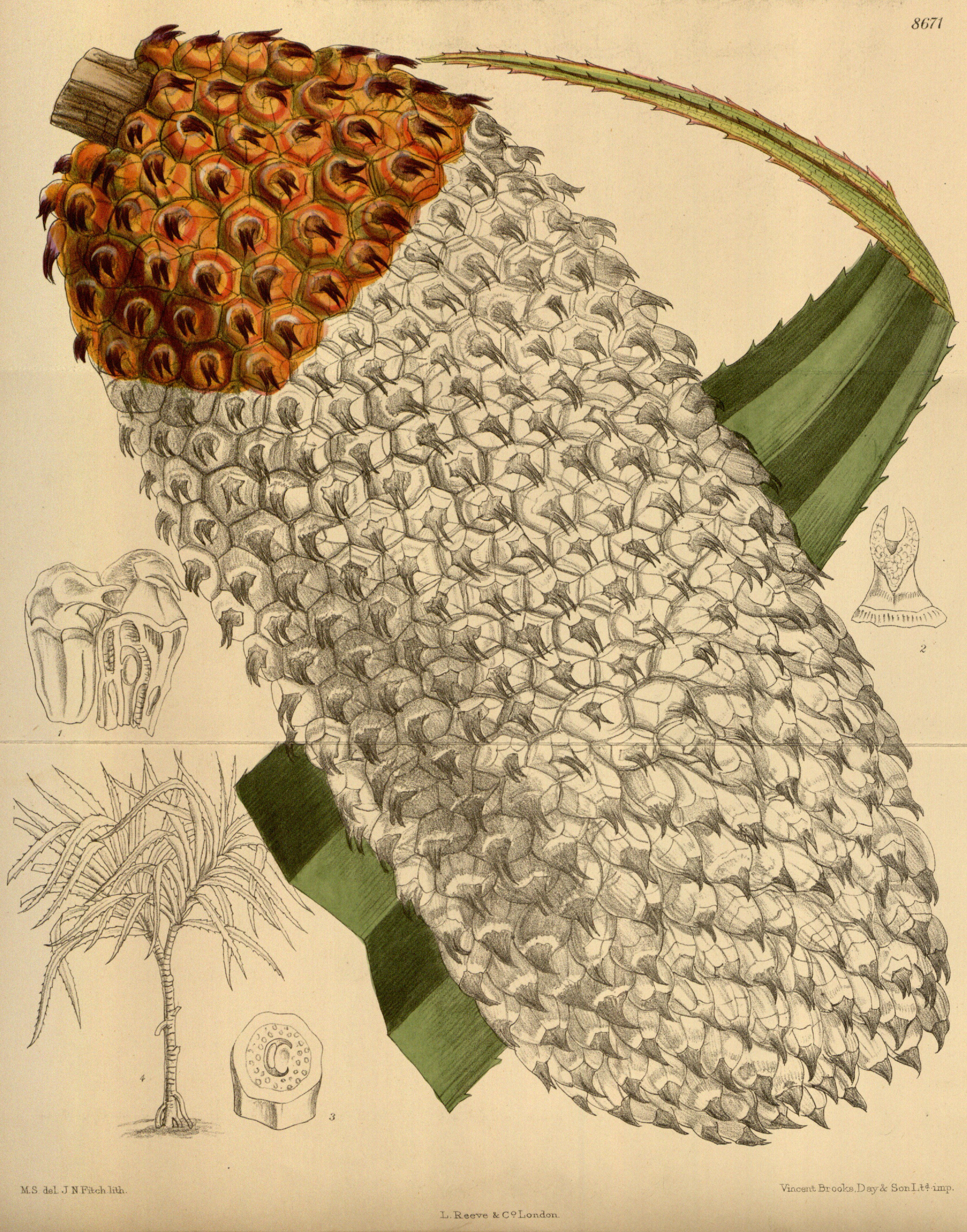
Pandanus furcatus. Curtis's Botanical Magazine.
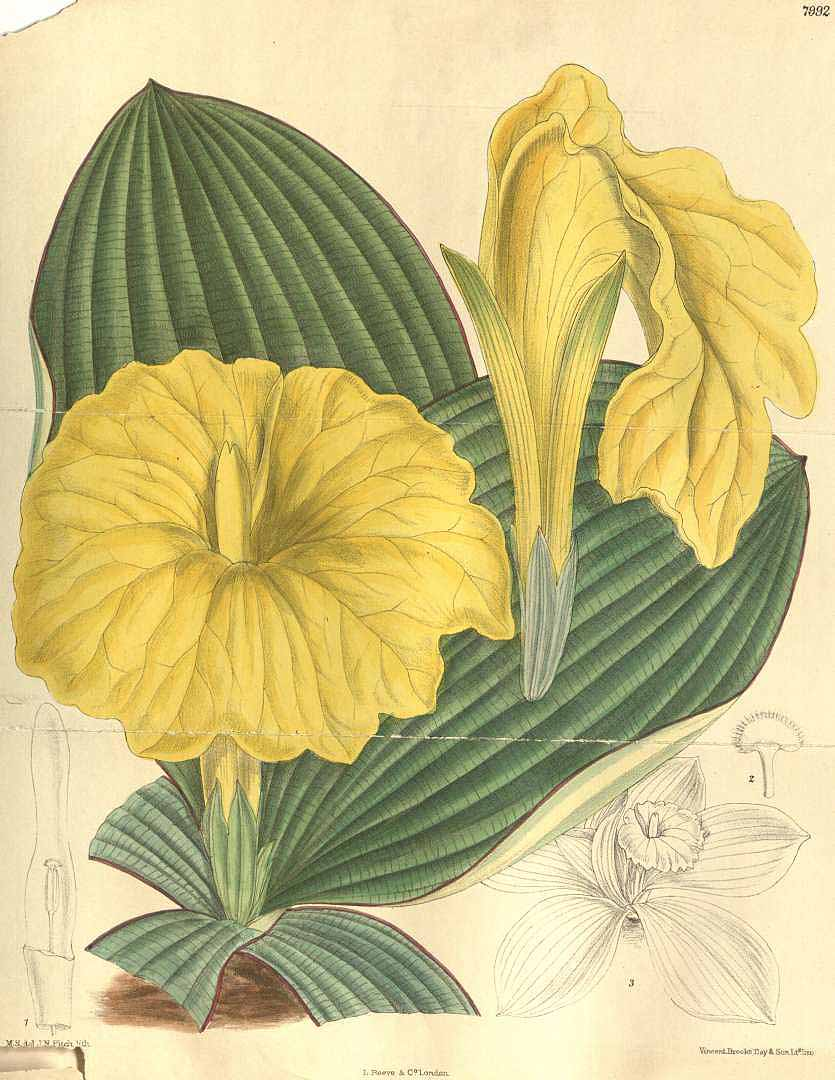
Costus spectabilis. Curtis's Botanical Magazine, 1905.
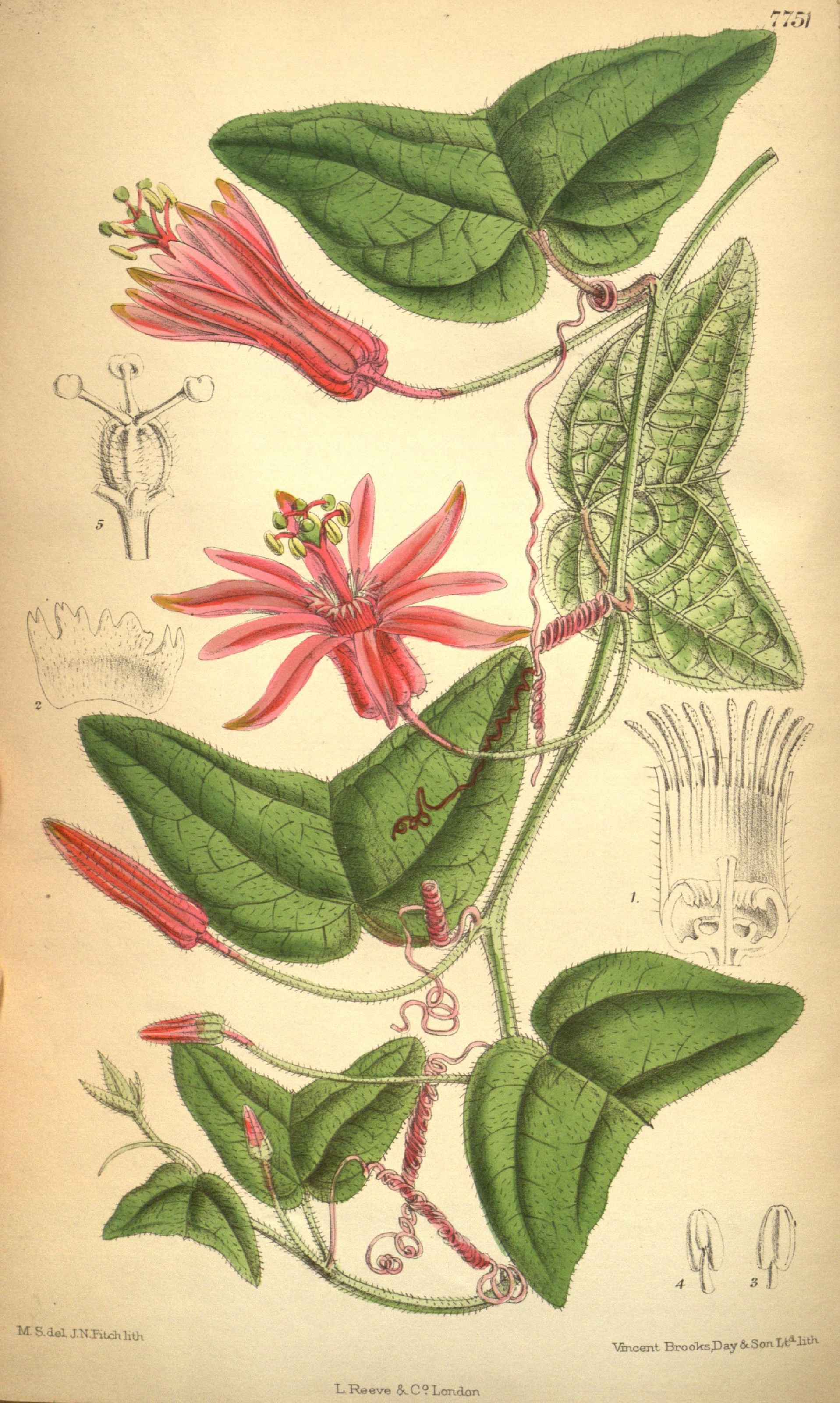
Passiflora sanguinolenta. Curtis's Botanical Magazine, 1900.